# Parlamentswahl in Chile 2001
Die Parlamentswahl in Chile 2001 fand am 16. Dezember statt. Bei ihr wurden die Mitglieder des Nationalkongress (120 Mandate in der Abgeordnetenkammer und 18 von 38 Mandate im Senat) gewählt.

## Ergebnis

### Abgeordnetenkammer
| Wahlbündnisse                   | Wahlbündnisse              | Listen                               | Stimmen   | %    | Mandate |
| ------------------------------- | -------------------------- | ------------------------------------ | --------- | ---- | ------- |
|                                 | Concertación               | Partido Demócrata Cristiano de Chile | 1.162.210 | 18,9 | 23      |
| Partido por la Democracia       | Concertación               | 782.333                              | 12,7      | 20   |         |
| Partido Socialista de Chile     | Concertación               | 614.434                              | 10,0      | 10   |         |
| Partido Radical Socialdemócrata | Concertación               | 248.821                              | 4,0       | 6    |         |
| Unabhängige                     | Concertación               | 135.191                              | 2,2       | 3    |         |
| ↳ Gesamt                        | Concertación               | 2.942.989                            | 47,9      | 62   |         |
|                                 | Alianza por Chile          | Unión Demócrata Independiente        | 1.547.209 | 25,2 | 31      |
| Renovación Nacional             | Alianza por Chile          | 845.865                              | 13,8      | 18   |         |
| Unabhängigen                    | Alianza por Chile          | 327.121                              | 5,3       | 8    |         |
| ↳ Gesamt                        | Alianza por Chile          | 2.720.195                            | 44,3      | 57   |         |
|                                 | Partido Comunista de Chile | Partido Comunista de Chile           | 320.688   | 5,2  | –       |
|                                 | Partido Humanista de Chile | Partido Humanista de Chile           | 69.692    | 1,1  | –       |
|                                 | Partido Liberal            | Partido Liberal                      | 3.475     | 0,1  | –       |
|                                 | Unabhängige                | Unabhängige                          | 86.964    | 1,4  | –       |
| Gesamt                          | Gesamt                     | Gesamt                               | 6.144.003 | 100  | 120     |
|                                 |                            |                                      |           |      |         |
| Ungültige Stimmen               | Ungültige Stimmen          | Ungültige Stimmen                    | 890.289   | 12,7 |         |
| Wähler                          | Wähler                     | Wähler                               | 7.034.292 | 87,1 |         |
| Wahlberechtigte                 | Wahlberechtigte            | Wahlberechtigte                      | 8.075.446 |      |         |
|                                 |                            |                                      |           |      |         |
| Quelle: SERVEL                  |                            |                                      |           |      |         |

### Senat
| Wahlbündnisse                   | Wahlbündnisse              | Listen                               | Stimmen   | %    | Mandate |
| ------------------------------- | -------------------------- | ------------------------------------ | --------- | ---- | ------- |
|                                 | Concertación               | Partido Demócrata Cristiano de Chile | 395.728   | 22,8 | 2       |
| Partido Socialista de Chile     | Concertación               | 254.905                              | 14,7      | 4    |         |
| Partido por la Democracia       | Concertación               | 219.335                              | 12,7      | 3    |         |
| Partido Radical Socialdemócrata | Concertación               | 19.025                               | 1,1       | –    |         |
| ↳ Gesamt                        | Concertación               | 888.993                              | 51,3      | 9    |         |
|                                 | Alianza por Chile          | Renovación Nacional                  | 342.045   | 19,7 | 4       |
| Unión Demócrata Independiente   | Alianza por Chile          | 263.035                              | 15,2      | 3    |         |
| Unabhängige                     | Alianza por Chile          | 157.639                              | 9,1       | 2    |         |
| ↳ Gesamt                        | Alianza por Chile          | 762.719                              | 44,0      | 9    |         |
|                                 | Partido Comunista de Chile | Partido Comunista de Chile           | 45.735    | 2,6  | –       |
|                                 | Partido Humanista de Chile | Partido Humanista de Chile           | 6.465     | 0,4  | –       |
|                                 | Partido Liberal            | Partido Liberal                      | 1.407     | 0,1  | –       |
|                                 | Unabhängige                | Unabhängige                          | 27.096    | 1,6  | –       |
| Gesamt                          | Gesamt                     | Gesamt                               | 1.732.415 | 100  | 18      |
|                                 |                            |                                      |           |      |         |
| Ungültige Stimmen               | Ungültige Stimmen          | Ungültige Stimmen                    | 242.602   | 12,3 |         |
| Wähler                          | Wähler                     | Wähler                               | 1.975.017 | 85,6 |         |
| Wahlberechtigte                 | Wahlberechtigte            | Wahlberechtigte                      | 2.307.154 |      |         |
|                                 |                            |                                      |           |      |         |
| Quelle: SERVEL                  |                            |                                      |           |      |         |